# 常居敬
常居敬（1548年—？），字汝一，號心吾，湖廣武昌衛軍籍，江夏縣人，明朝政治人物，萬曆甲戌進士，官至浙江巡撫。

## 生平
萬曆元年（1573年）癸酉科湖廣鄉試第四十名。萬曆二年（1574年），登進士第三甲第十六名。初授南昌府推官，萬曆八年六月考选，擢刑科给事中，丁忧归。十一年八月復除原官，十二年十二月升刑科右给事中，十三年六月与翰林院修撰孫繼皋主考浙江乡试，十二月升户科左，十五年二月升工科都，掌工科，十月奉命查看河道，催督工程，督理漕河有功，十六年九月晋太僕寺少卿。十八年（1590年）二月升太仆寺卿，九月加右副都御史、巡撫浙江。萬曆二十一年（1593年）三月，自陈乞罢，調南京别衙门，二十三年八月以前任勘河科臣，失护祖陵得罪，勒令閑住。

## 遺跡
鼎湖峰下有「鼎湖勝跡」題字，為万历十九年（1591）常居敬任巡撫時與藩司曾士彦、臬司廖恒吉遊覽時題寫。青田石門洞亦存有心吾詩碑一方。

## 家庭
曾祖父常慶，曾任沔知縣；祖父常繼，曾任壽官；父親常自省（1523年-1561年），字希曾。母王氏。慈侍下。從弟居仁、居謙、居美、居安、居和、居易、居中。
從弟常居安，字惟静，由乡举仕至延平府通判。